# Hutuna (bướm đêm)
Hutuna là một chi bướm đêm thuộc họ Crambidae.

## Species
- Hutuna aurantialis (Hampson, 1917)
- Hutuna nigromarginalis Whalley, 1962